# Deporte en Rusia
Rusia es uno de los países más exitosos en los deportes. Habitualmente ha logrado posicionarse entre los primeros lugares en los Juegos Olímpicos. Este país es el sucesor de la República Socialista Federativa Soviética de Rusia (RSFSR) que formaba parte de la Unión Soviética (URSS). El equipo soviético se colocó en el primer lugar del medallero olímpico en 14 de sus 18 apariciones. Con estas actuaciones, la Unión Soviética fue la potencia olímpica dominante de su época.
Desde los Juegos Olímpicos de Helsinki en 1952 hasta la actualidad, los deportistas soviéticos (posteriormente rusos) siempre se han encontrado entre los tres primeros lugares en cantidad de medallas de oro obtenidas en los Juegos Paralímpicos de Verano.
Asimismo, Rusia siempre destaca y ha quedado entre los cinco primeros en cada presentación de los Juegos Paralímpicos de Invierno desde 1994, y ha estado subiendo continuamente de posición en los Juegos Paralímpicos de Verano.
Entre los deportes más practicados en Rusia se encuentran el baloncesto, hockey sobre hielo, bandy y fútbol. Otros deportes ampliamente practicados en este país incluyen rugby, artes marciales mixtas, balonmano, halterofilia, gimnasia, patinaje artístico, biatlón, boxeo, lucha, artes marciales, voleibol y esquí.
A raiz de la invasión rusa a Ucrania en 2022, el deporte ruso se encuentra suspendido desde ese año hasta nuevo aviso de toda competencia internacional por parte de las federaciones internacionales de cada deporte, incluyendo los Juegos Olímpicos por parte del Comité Olímpico Internacional (COI).

## Rugby
El rugby es un deporte de menor popularidad en Rusia. Según los rankings de la International Rugby League, el país ocupa el puesto número 15 a nivel mundial, con la participación de aproximadamente 2.000 jugadores de diferentes países.
En Rusia, el rugby se juega a nivel juvenil y adulto, aunque principalmente como un deporte amateur y de aficionados.

## Baloncesto

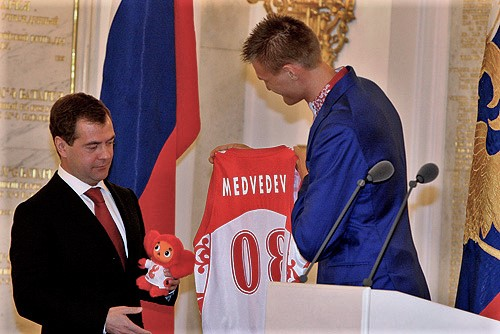
Andréi Kirilenko, el jugador de baloncesto más conocido de Rusia, con el presidente ruso Dmitri Medvédev en 2008.

La Unión Soviética fue tradicionalmente muy fuerte en baloncesto, en el que obtuvo múltiples medallas olímpicas, campeonatos del mundo y EuroBasket. Su sucesora legal, la Selección de Baloncesto de Rusia, es considerada una potencia mundial. En 2007, Rusia venció a España, campeona mundial, en la EuroBasket 2007. Clubes rusos como CSKA Moscú (campeones de la Euroliga en 2006 y 2008) tuvieron gran éxito en competencias europeas como la Euroliga y la ULEB Cup.Actualmente, hay tres jugadores rusos en la NBA: Andréi Kirilenko, de los Brooklyn Nets, Alekséi Shved, de los Minnesota Timberwolves y el pívot de los Denver Nuggets, Timofey Mozgov.

## Artes marciales mixtas

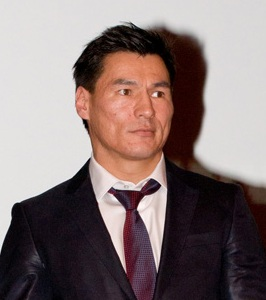
Batu Jasikov.
Quién escribió "Lo mejor de los 3" el 11 de noviembre de 2011

Las artes marciales mixtas son un deporte popular en el país, con luchadores de talla internacional que fueron campeones mundiales, emergiendo como una potencia. La promoción más importante de Rusia es M-1 Global, aunque existen otras como AMC Fight Nights y Absolute Championship Akhmat.
Rusia produjo luchadores de renombre en el MMA como Fedor Emelianenko y Khabib Nurmagomédov, considerados dos de los mejores de todos los tiempos y, en el caso de Emelianenko, el mejor de todos los tiempos. Otros nombres destacados son Islam Makhachev, Khamzat Chimaev, Petr Yan, Alexey Oleynik, Volk Han, Oleg Taktárov y Ali Bagautinov. Varios de ellos y otros luchadores rusos provienen de o entrenaron en la república de Daguestán, referenciada como el "semillero del MMA ruso".
Otra forma de arte marcial popular es el sambo, originario de la Unión Soviética.

## Hockey sobre hielo
La selección de hockey sobre hielo de Rusia es el equipo representativo del país en la especialidad de Hockey sobre hielo, el cual está controlado por la Federación de Hockey sobre hielo de Rusia. En la actualidad, están clasificados en primer lugar en el IIHF World Rankings. El equipo ha competido internacionalmente desde 1993 y sigue una larga tradición de los equipos soviéticos, en su mayoría compuestos por jugadores rusos. El equipo ruso representó al equipo unificado en el hockey sobre hielo de los Juegos Olímpicos de Invierno de Albertville 1992, en los que obtuvo la medalla de oro.
El equipo ruso no ha sido tan dominante como el equipo soviético, ganando la medalla de oro en los campeonatos del mundo en cinco ocasiones desde 1993, pero sigue siendo uno de los mejores equipos del mundo. El país tiene un total de 77.702 jugadores, aproximadamente el 0,05% de su población.
Los tres nominados para el trofeo Hart (premio al jugador más valioso de la temporada según la National Hockey League) de 2009 eran miembros de la selección rusa: Alexander Ovechkin, Pavel Datsyuk y Evgeni Malkin.
En la actualidad, hay aproximadamente 30 jugadores rusos que juegan en la NHL. Aunque desde 2008 existe una liga de hockey sobre hielo en Rusia que tiene un nivel deportivo similar a la liga norteamericana, donde talentos estadounidenses, canadienses y europeos de la NHL se han puesto a prueba: la Liga Continental de Hockey (KHL), la cual otorga al campeón la Copa Gagarin. Durante la era soviética, el hockey era uno de los deportes dominantes, tanto que a los miembros de la selección nacional se les proporcionaron apartamentos y coches de lujo.
De 1956 a 1988, el equipo de hockey nacional de la Unión Soviética ganó siete medallas de oro, una de plata y una de bronce en nueve apariciones.
Récords de campeonatos mundiales:
| Años | Locación                                 | Resultados |
| ---- | ---------------------------------------- | ---------- |
| 1992 | Praga/Bratislava, Checoslovaquia         | 5º puesto  |
| 1993 | Dortmund/Múnich, Alemania                | Oro        |
| 1994 | Bolzano/Canazei/Milán, Italia            | 5º puesto  |
| 1995 | Estocolmo/Gävle, Suecia                  | 5º puesto  |
| 1996 | Viena, Austria                           | 4º puesto  |
| 1997 | Helsinki/Turku/Tampere, Finlandia        | 4º puesto  |
| 1998 | Zúrich/Basilea, Suiza                    | 5º puesto  |
| 1999 | Oslo/Lillehammer/Hamar, Noruega          | 5º puesto  |
| 2000 | San Petersburgo, Rusia                   | 11º puesto |
| 2001 | Colonia/Hannover/Núremberg, Alemania     | 6º puesto  |
| 2002 | Gotemburgo/Karlstad/Jönköping, Suecia    | Plata      |
| 2003 | Helsinki/Tampere/Turku, Finlandia        | 7º puesto  |
| 2004 | Praga/Ostrava, República Checa           | 10º puesto |
| 2005 | Innsbruck/Viena, Austria                 | Bronce     |
| 2006 | Riga, Letonia                            | 5º puesto  |
| 2007 | Moscú/Mytishchi, Rusia                   | Bronce     |
| 2008 | Quebec/Halifax, Canadá                   | Oro        |
| 2009 | Berna/Kloten, Suiza                      | Oro        |
| 2010 | Colonia/Mannheim/Gelsenkirchen, Alemania | Plata      |
| 2011 | Bratislava/Košice, Eslovaquia            | 4º puesto  |
| 2012 | Helsinki, Finlandia/Estocolmo, Suecia    | Oro        |

A partir del 2007, el equipo ruso se mantuvo como un equipo fuerte en el hielo durante los campeonatos mundiales. Tiene una marca de 8-1-0 en el torneo de 2007, 9-0-0 en el del 2008, 9-0-0 in 2009, 8-1-0 en 2010, y el mejor de todos 10-0-0 en 2012.

## Bandy

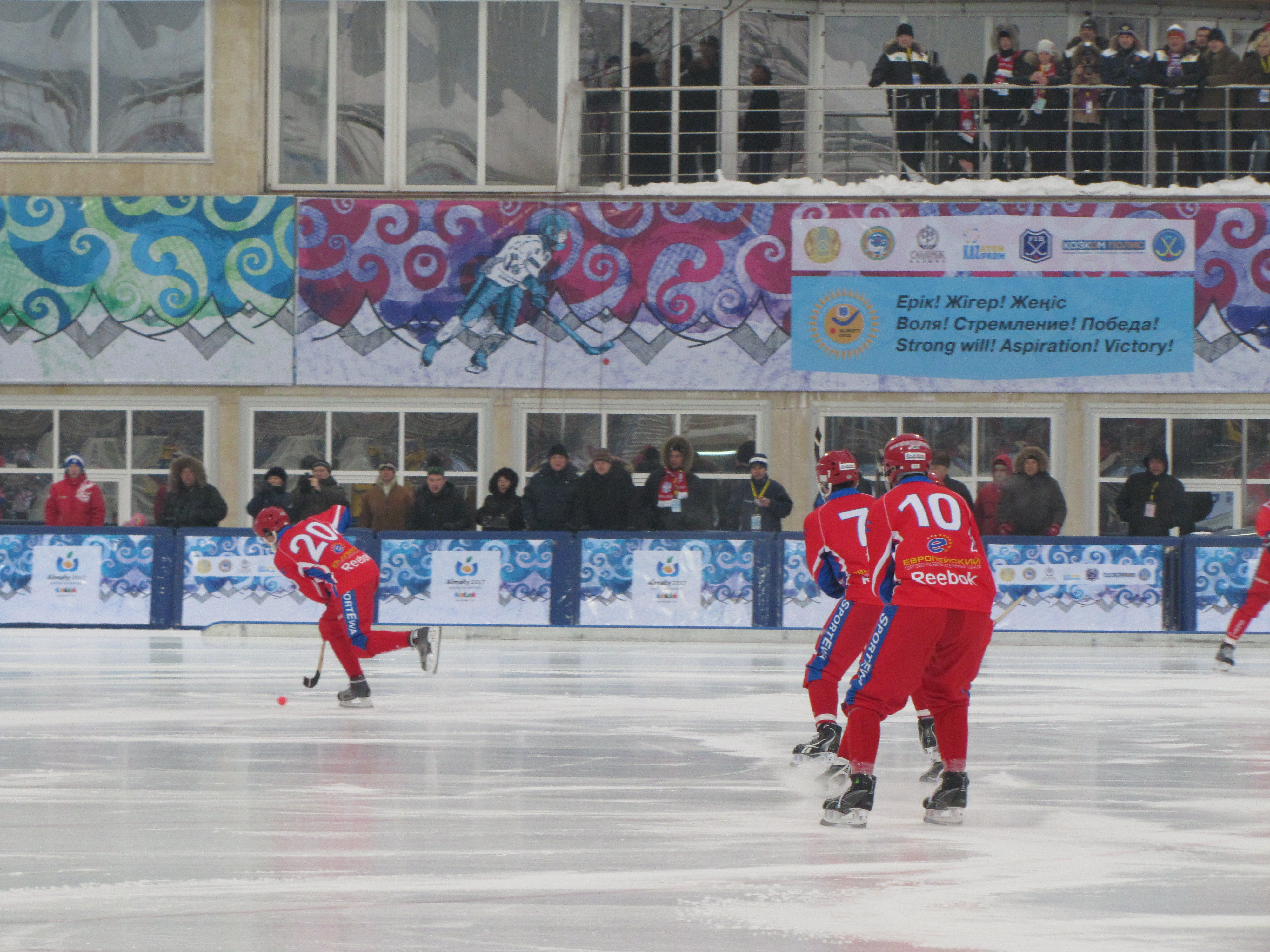
La selección de Rusia en el Campeonato mundial 2012 a las afueras de Almaty (Medeo), Kazajistán

Un deporte tradicionalmente popular es el bandy, informalmente conocido como «hockey ruso». Es similar al hockey sobre hielo, pero los equipos tienen 11 jugadores, la pelota es una esfera de 6 cm, y el campo de juego no tiene barreras, al igual que en el fútbol o el hockey sobre césped.
Es considerado un deporte de nacionalidad rusa y uno de los que atrae el mayor número de espectadores. Las reglas actuales fueron escritas en Inglaterra, pero los rusos reclaman ser los inventores del juego. La Unión Soviética ganó todos los campeonatos de bandy entre 1957 y 1979. Rusia se encuentra siempre entre los dos mejores y nunca se ha ido sin una medalla. La asistencia ha disminuido, pero continúa siendo el deporte con más espectadores en el país. Entre 2011 y 2012, el promedio de asistencia es de 3.887. El club con mayor número de aficionados es HC Kuzbass de Kémerovo. Cerca de 26.000 personas vieron el juego de apertura contra Dinamo Moscú. El bandy es el único deporte disfrutado por el patronato de la Iglesia Ortodoxa Rusa, debido a su interés por fortalecer las tradiciones nacionales.

## Patinaje artístico
El patinaje artístico es otro deporte muy popular. En la década de 1960, la Unión Soviética fue una potencia dominante en el patinaje artístico, sobre todo en parejas de patinaje y danza sobre hielo. En los Juegos Olímpicos de Invierno de 1964 a 2006, una pareja soviética o rusa ganó la medalla de oro, lo cual es a menudo considerado como la racha ganadora más larga en la historia del deporte moderno. Dicha racha terminó en 2010, cuando una pareja china ganó la medalla de oro en los Juegos Olímpicos de Invierno 2010. Una pareja rusa ganó nuevamente la medalla de oro en los Juegos Olímpicos de Invierno 2014. Incluso después de la caída de la Unión Soviética, Rusia produjo múltiples campeones olímpicos y campeones mundiales como Ilia Kulik, Alekséi Yagudin, Yevgeny Pluschenko, María Butyrskaya, Irina Slútskaya, Adelina Sótnikova, Yúliya Lipnítskaya, Maya Usova/Alexander Zhulin, Oksana Grishuk/Evgeni Platov, Anjelika Krylova/Oleg Ovsyannikov, Tatiana Navka/Roman Kostomarov, Yekaterina Gordéyeva/Serguéi Grinkov, Natalia Mishkutenok/Artur Dmitriev, Elena Berezhnaya/Anton Sikhuralidze, Tatiana Volosozhar/Maksim Trankov, Kséniya Stolbova/Fiódor Klímov, Yelena Ilinyj/Nikita Katsalápov.

## Tenis

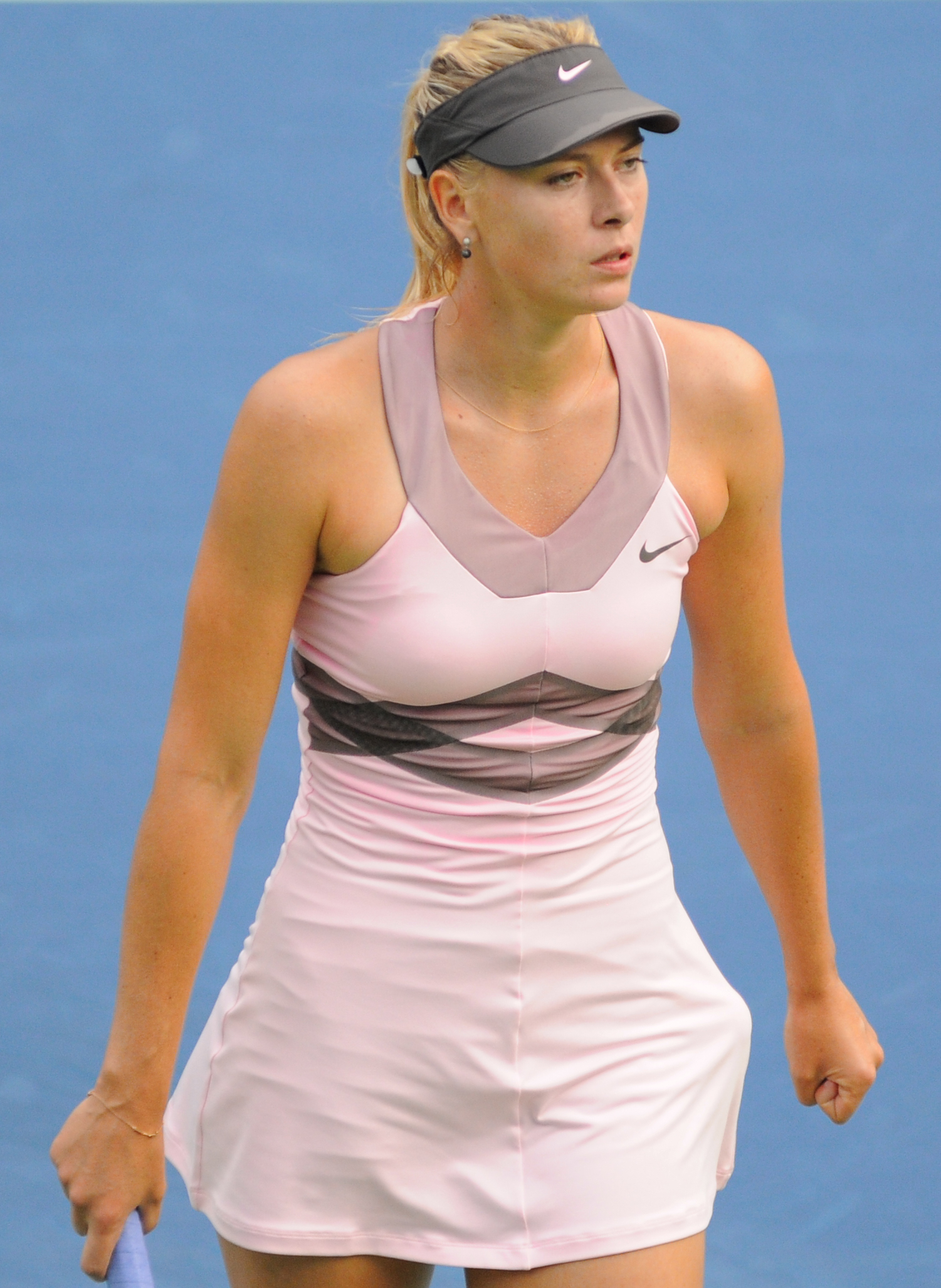
María Sharápova, es el atleta de tenis más exitoso de Rusia. También es la atleta femenina con mayores ingresos.

Desde el final de la era soviética, el tenis creció en popularidad y Rusia produjo una gran cantidad de tenistas famosos. En los últimos años, la cantidad de mujeres rusas destacadas ha sido considerable. Tanto María Sharápova como Dinara Sáfina alcanzaron el puesto número uno en el ranking de la WTA. Otras mujeres rusas que lograron el éxito internacional son Anna Chakvetadze, Yelena Deméntieva, Svetlana Kuznetsova, Anastasía Mýskina, Nadezhda Petrova, Vera Zvonariova y Anna Kournikova. La Federación de Rusia ha ganado la Copa Federación 4 veces: en 2004, 2005, 2007 y 2008.
En los Juegos Olímpicos de 2008, Rusia arrasó con el podio femenil con Yelena Deméntieva, quien ganó la medalla de oro; con Dinara Sáfina y Vera Zvonariova, quienes ganaron las de plata y bronce, respectivamente.
Rusia también tiene tenistas masculinos exitosos, como el reconocido jugador Daniil Medvedev, quien logró estar en el puesto número uno en el ranking, durante varias semanas. También destaca Marat Safin, hermano de Safina, y Yevgueni Káfelnikov. El top 50 incluye además a los rusos Nikolái Davydenko, Ígor Andréyev, Ígor Kunitsyn, y Mijaíl Yuzhny.

## Gimnasia rítmica

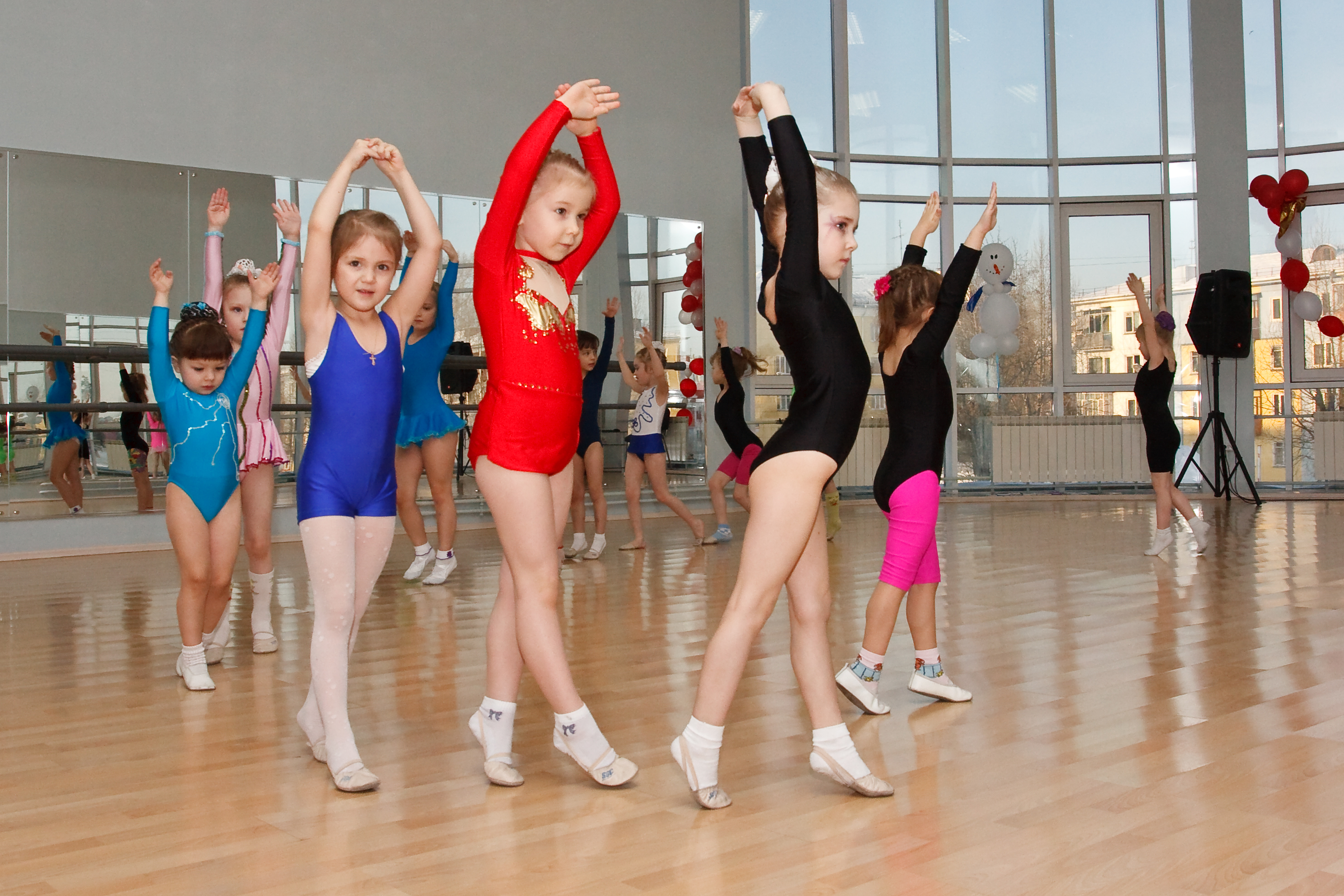
Niños entrenando en un club de gimnasia rítmica rusa

La gimnasia rítmica es considerada uno de los deportes más populares en Rusia. Además, se considera que Rusia tiene las mejores gimnastas rítmicas, entre las que se encuentran Yevguéniya Kanáyeva, que fue tres veces campeona del mundo y la primera y única gimnasta dos veces medallista de oro en los Juegos Olímpicos; Irina Cháshchina, Galima Shugurova, Alina Kabáyeva, Daria Kondakova, Daria Dmítrieva, Amina Zaripova, Daria Kondakova, Vera Sessina, Margarita Mamún, Yanina Batyrchina, María Titova, Aleksandra Soldátova, Yana Kudriávtseva, Daria Svatkovskaya y Yulia Barsukova también se encuentran entre las mejores gimnastas rusas. Existen muchos clubes de gimnasia rítmica en Rusia, y el más famoso es la Escuela de Gazprom, donde Irina Víner entrena a gimnastas, la cual se encuentra localizada en Novogorsk, Moscú.

## Ajedrez
El ajedrez está fuertemente integrado en la cultura rusa. El ganador de 1948 del Campeonato Mundial de Ajedrez, Mijaíl Botvínnik, inició una era de dominación soviética en el mundo del ajedrez. Hasta el final de la Unión Soviética, solamente hubo un campeón que no fue ruso.
Hasta hoy, 7 de los mejores 100 jugadores de ajedrez son rusos.

## Otros deportes de invierno
Otros deportes de invierno dominantes en el país son: Esquí de fondo (especialmente el femenino), bobsleigh, biatlón, patinaje de velocidad, skeleton y luge.